# Erős vár a mi Istenünk
Az Erős vár a mi Istenünk (németül: Ein’ feste Burg ist unser Gott) evangélikus korál, amelyet Luther Márton írt 1527 és 1529 között. Wittenbergben jelent meg ugyanebben az esztendőben. Szövege a 46. zsoltár parafrázisa. A világ számos országában, így Magyarországon is, „Erős vár a mi Istenünk!” formulával köszöntik egymást az evangélikusok.

## Története

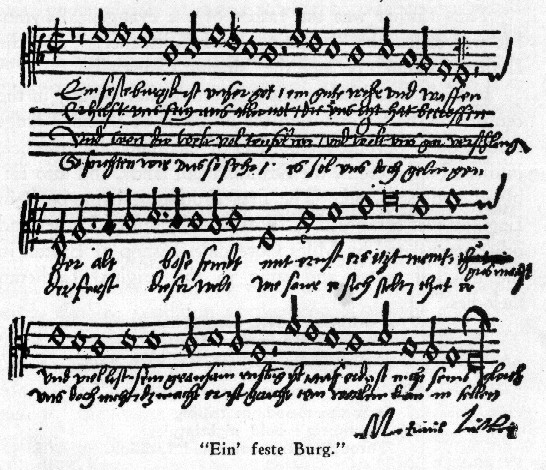
Az Erős vár Luther aláírásával

Az Erős vár a protestánsok egyik legkedveltebb éneke, mozgósító hatása miatt a reformáció „harci dalának” is hívták, Marx pedig a század Marseillaise-ének nevezte. John Julian négy elméletet említ az eredetéről:
- Heinrich Heine szerint Luther Márton és társai ezt énekelték 1521. április 16-án, amikor a wormsi birodalmi gyűlésre mentek;
- K.F.T. Schneider szerint Luther tisztelgése barátja, Leonhard Kaiser felé, aki mártírhalált halt 1527. augusztus 16-án;
- Jean-Henri Merle d'Aubigné szerint német evangélikus fejedelmek énekelték az 1530-as augsburgi birodalmi gyűlésre menve, ahol beterjesztették az ágostai hitvallást;
- egy negyedik nézet szerint az 1529-es speyeri birodalmi gyűlés kapcsán íródott, ahol a német evangélikus fejedelmek bejelentették tiltakozásukat V. Károly német-római császárnak, aki érvényesíteni akarta a wormsi ediktumot.

Az első fennmaradt énekeskönyv, amiben az Erős vár a mi Istenünk megtalálható, Andrew Rauscher 1531-es könyve, de feltehetően szerepelt Joseph Klug 1529-es könyvében is, Der xxxxvi. Psalm. Deus noster refugium et virtus címen, és Hans Weiss 1528-as énekeskönyvében. Ez arra utal, hogy 1527 és 1529 között írták, mert Luther énekeit röviddel elkészültük után ki szokták nyomtatni.
A hagyomány szerint II. Gusztáv Adolf svéd király ezt a dalt játszatta a csatába induló csapatainak a harmincéves háborúban. A dalt már 1536-ban lefordították svéd nyelvre. Századokkal később a korai svéd szocialista mozgalom egyik indulója lett.
Magyarországon 1566-ra már megjelent, és a 17. és 18. század folyamán katolikus énekeskönyvekben is megtalálható volt. 1966-ban Osváth Viktor fordította magyarra.

## Dallama

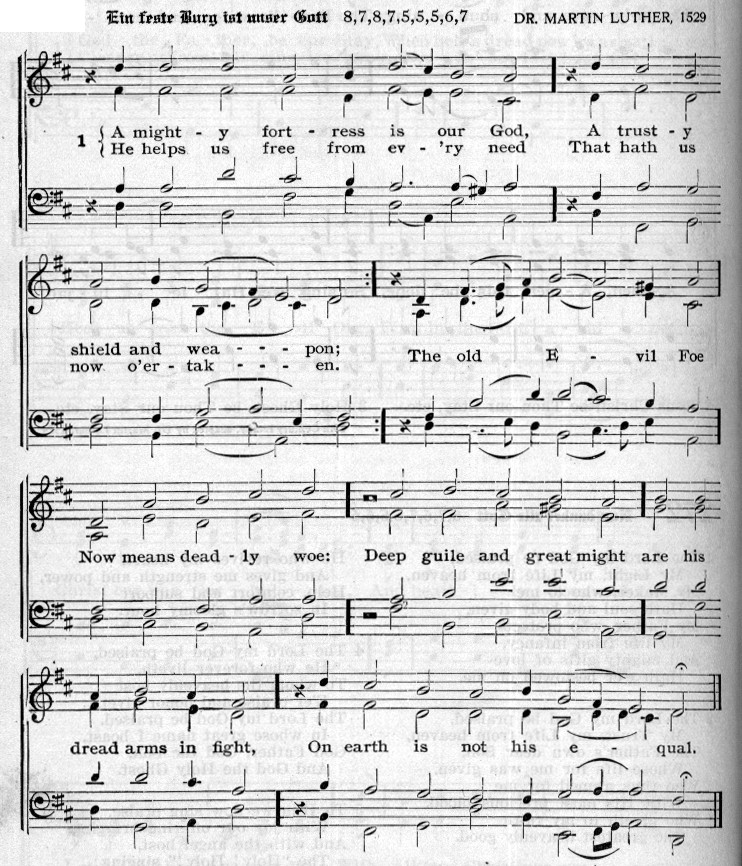
Erős vár a mi Istenünk, ritmikus dallam

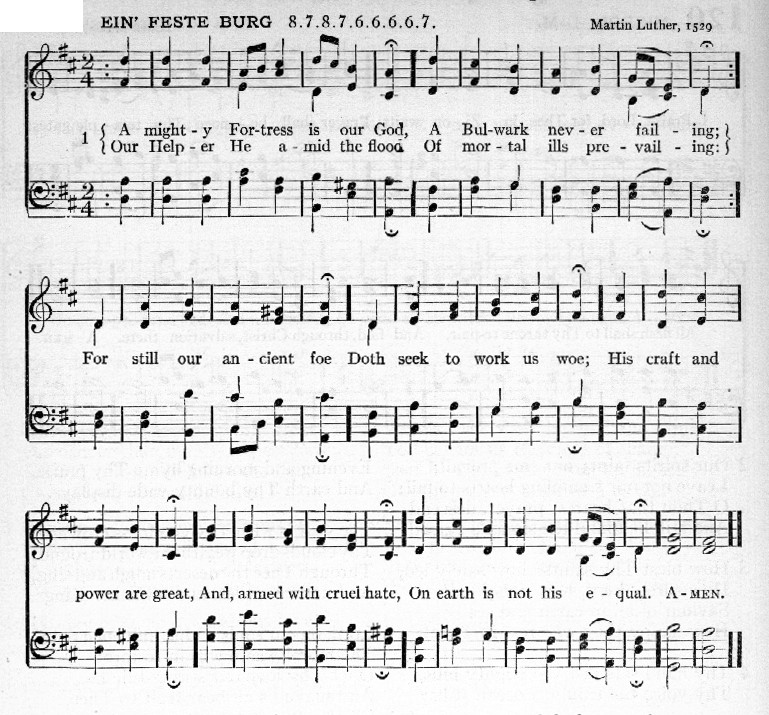
Erős vár a mi Istenünk, izometrikus dallam

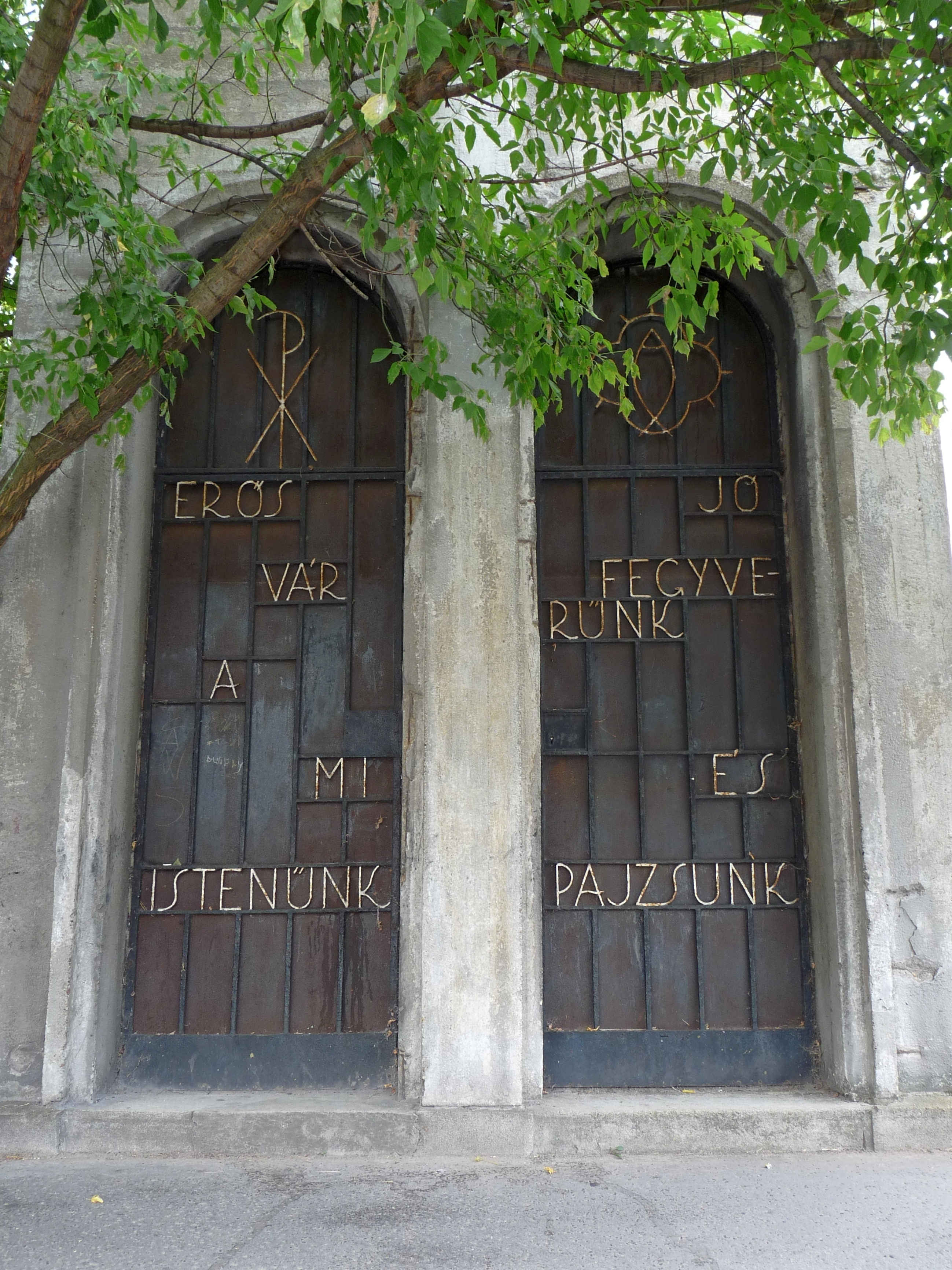
Luther koráljának első két sora a Vajda Péter utcai egykori templomtornyon.

## Feldolgozásai
Az Erős vár a mi Istenünk dallamát számos zeneszerző felhasználta, például Johann Sebastian Bach a 80. kantátájában és a korálfeldolgozásaiban, Felix Mendelssohn az 5. szimfóniájában, 
Giacomo Meyerbeer a „Hugenották” című operájában, Richard Wagner a Kaisermarschban, Richard Strauss pedig a Friedenstagban.

## Megjelenései
Budapesten, a VIII. kerületi Vajda Péter utca 33–35. szám alatt álló templomtornyon (egykor evangélikus templom), ami az általános iskola (25–31. szám) és a bölcsőde (37–39. szám) között helyezkedik el, olvasható a korál első két sora.
Székesfehérváron, a Szekfű Gyula utca 1. szám alatti evangélikus templom bejárata fölött a korál első sora fogadja a híveket.

## Szövege

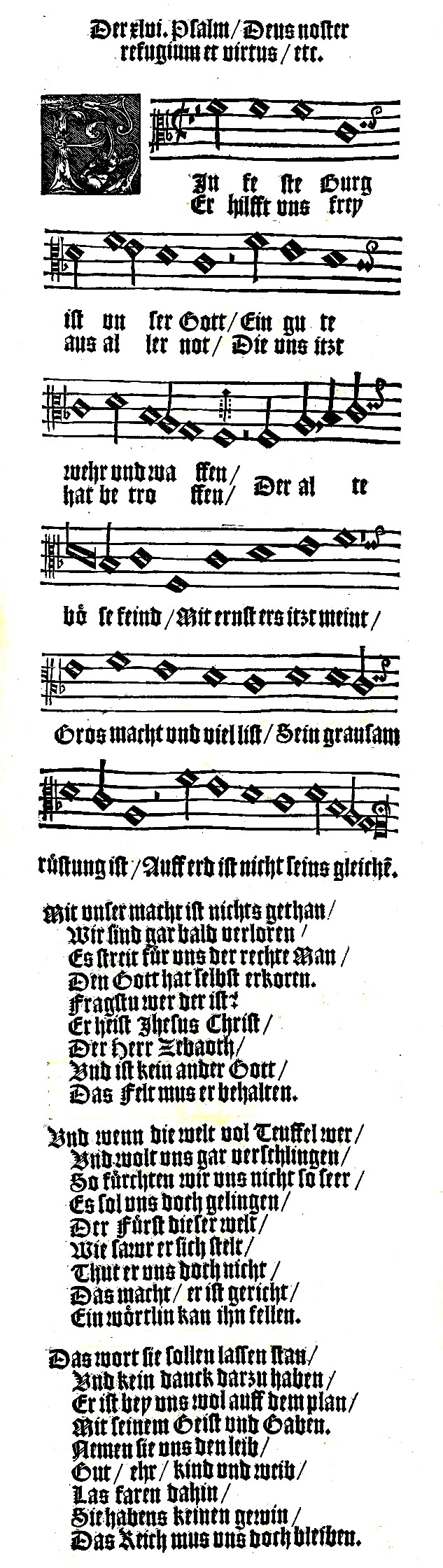

| Ein feste Burg ist unser Gott, Ein gute Wehr und Waffen. Er hilft uns frei aus aller Not, Die uns jetzt hat betroffen. Der altböse Feind, Mit Ernst er’s jetzt meint; Groß Macht und viel List Sein grausam Rüstung ist, Auf Erd ist nicht seinsgleichen. Mit unsrer Macht ist nichts getan, Wir sind gar bald verloren; Es streit’ für uns der rechte Mann, Den Gott hat selbst erkoren. Fragst du, wer der ist? Er heißt Jesus Christ, Der Herr Zebaoth, Und ist kein andrer Gott, Das Feld muß er behalten. Und wenn die Welt voll Teufel wär Und wollt uns gar verschlingen, So fürchten wir uns nicht so sehr, Es soll uns doch gelingen. Der Fürst dieser Welt, Wie sau’r er sich stellt, Tut er uns doch nicht; Das macht, er ist gericht’: Ein Wörtlein kann ihn fällen. Das Wort sie sollen lassen stahn Und kein’ Dank dazu haben; Er ist bei uns wohl auf dem Plan Mit seinem Geist und Gaben. Nehmen sie den Leib, Gut, Ehr, Kind und Weib: Laß fahren dahin, Sie haben’s kein’ Gewinn, Das Reich muß uns doch bleiben. | Erős vár a mi Istenünk, Jó fegyverünk és pajzsunk. Ha ő velünk, ki ellenünk? Az Úr a mi oltalmunk. Az ős ellenség Most is üldöz még, Nagy a serege, Csalárdság fegyvere, Nincs ilyen több a földön. Erőnk magában mit sem ér, Mi csakhamar elesnénk, De küzd értünk a hős vezér, Kit Isten rendelt mellénk. Kérdezed: ki az? Jézus Krisztus az, Isten szent Fia, Az ég és föld Ura, ő a mi diadalmunk. E világ minden ördöge Ha elnyelni akarna, Minket meg nem rémítene, Mirajtunk nincs hatalma. E világ ura Gyúljon bosszúra: Nincs ereje már, Reá ítélet vár, Az Ige porba dönti. Az Ige kőszálként megáll, Megszégyenül, ki bántja. Velünk az Úr táborba száll, Szentlelkét ránk bocsátja. Kincset, életet, Hitvest, gyermeket Mind elvehetik, Mit ér ez őnekik! Mienk a menny örökre! | Erős vár a mi Istenünk, Kemény vasunk és vértünk. Inségben együtt van velünk, Megvált és harcol értünk. Kél az ősi rossz, Bajvető gonosz, Csel vad fegyvere, Erőszak ővele, A földön ő az első. Önnön erőnk csak délibáb És bizony esnénk esten. De harcba küldte Egy Fiát Értünk maga az Isten. Kérded-é, ki az? Jézus, az igaz. Sok had, Egy a fő, Nincs Isten más csak Ő, Krisztus a Győzedelmes. S ha földön ördög nyüzsgene És elnyelni akarna, Meg nem riadnánk – ellene Győz hitünk diadalma. A világi úr Tombolhat vadul, Semmit sem tehet, Ő megítéltetett. Megrendül egy szavunkra. Él, áll az ige igazul, Akárki vesse-hányja. Táborainkra száll az Úr Szent Lelke, adománya. Jóhír, nő, család, Jószág, test, világ Veszhet, vihetik Veszendő kincseik', – Miénk marad az ország. |